# 薩萊薩斯皇家修道院

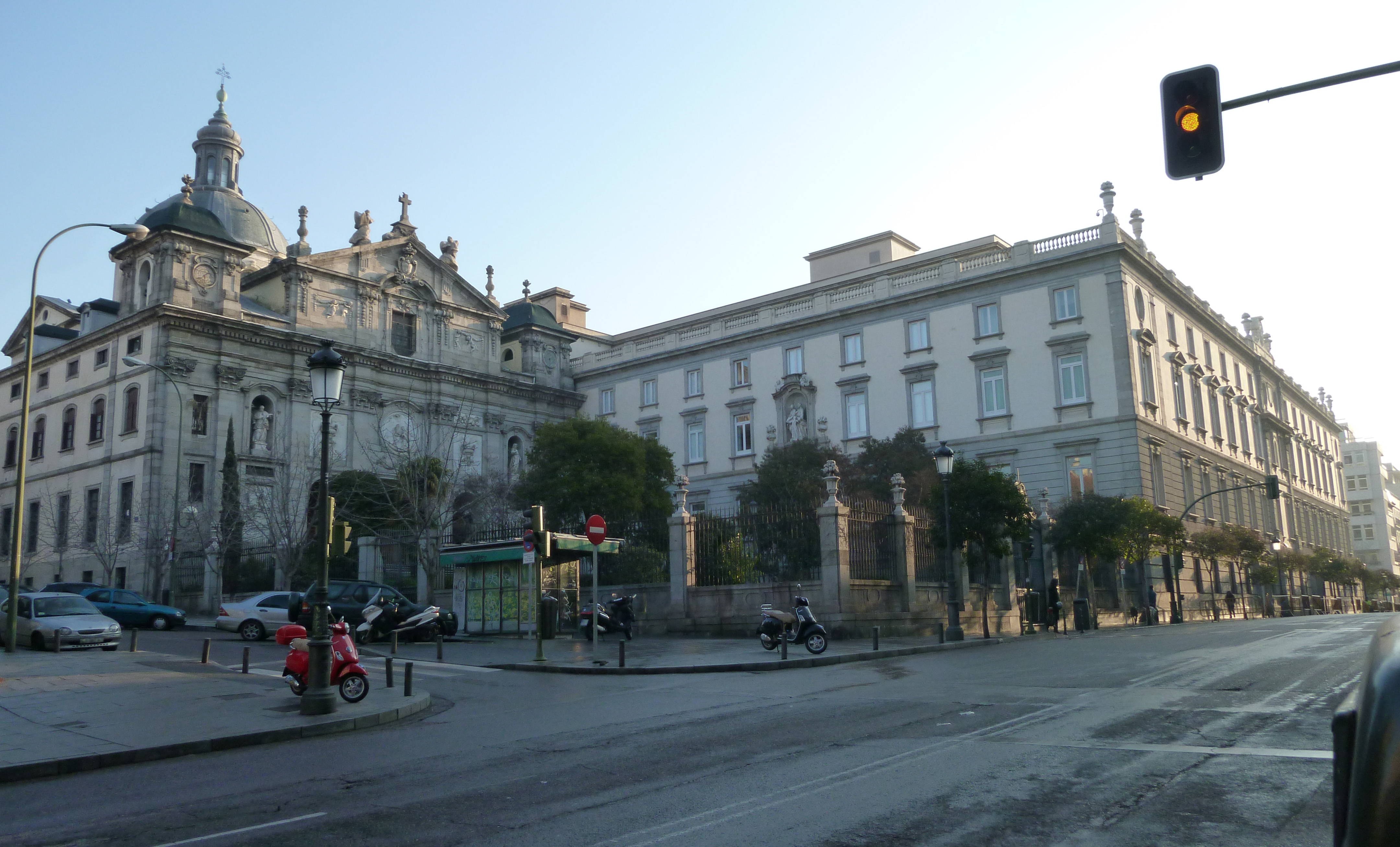

薩萊薩斯皇家修道院（西班牙語：Convento de las Salesas Reales）是一座位於西班牙馬德里市中心的18世紀建築群。由聖方濟各·沙雷氏和聖讓娜·德尚塔爾創立的聖母訪親女修會建造和使用。修道院的教堂（供奉白芭蕾）現在是一座教區教堂，建築群的其餘部分是西班牙最高法院的所在地。

## 歷史
薩萊薩斯皇家修道院由西班牙國王斐迪南六世的妻子、葡萄牙的芭芭拉於1748年創建，作為年輕貴族女性的學校和家園。她不僅尋求建立一座修道院，而且還尋求一個方便她退休的地方。修道院由弗朗索瓦·卡利埃(François Carlier)設計，於1743年動工；原計劃由弗朗西斯科·莫拉迪略(Francisco Moradillo)於1750年修改並完成。1870年，修女們被驅逐，修道院改建為司法宮。二十世紀期間，修道院遭受了兩次火災，需要華金·羅吉(Joaquín Roji)進行修復。入口處的樓梯間於1930年竣工，1963年至1977年間，公共秩序法庭的總部設在修道院。
薩萊薩斯皇家修道院每層樓都充滿了壁柱和門楣等裝飾元素。此外，與許多修道院不同的是，這座建築充滿了窗戶。